# Сантос, Хосе Карлос
Хосе Карлос Сантос Орменьо (исп. José Carlos Santos Ormeño; 5 марта 1931, Лима — 27 июля 2016, Лима) — перуанский дирижёр.
Окончил Национальную консерваторию в Лиме, затем в 1959—1962 гг. учился в Манхэттенской школе музыки у Ионела Перли и Николаса Флагелло. В музыкальном центре Тэнглвуд занимался также под руководством Пьера Монтё и Элеазара Карвалью.
В 1963—1964 и 1972—1973 гг. возглавлял симфонический оркестр в городе Трухильо. В 1971 г. главный дирижёр Филармонического оркестра Боготы, организовал в городе хоровой коллектив из церковных певчих различных христианских деноминаций, среди запомнившихся концертов с его участием — исполнение концерта для скрипки с оркестром П. И. Чайковского с советской скрипачкой Ниной Бейлиной.
В 1976—1979 и 1984—1988 гг. руководил оркестром в Университете Консепсьона в Чили, записал с ним Седьмую симфонию Антона Брукнера. В 1980—1983 и 1990—2001 гг. возглавлял Национальный симфонический оркестр Перу, записал альбом с произведениями перуанских композиторов.